# Stromboli

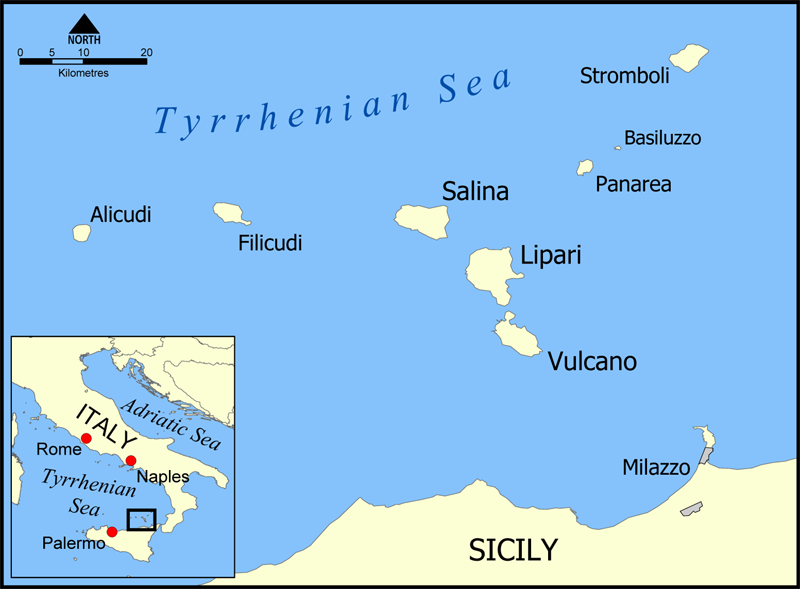
Poloha ostrova Stromboli

Stromboli (v sicilštině Strònguli) je italský ostrov v Tyrhénském moři, tvořený stejnojmenným stratovulkánem se třemi aktivními krátery, který patří mezi nejaktivnější sopky na světě. Ostrov o rozloze 12,2 km² je součástí Liparského souostroví. Základna sopky leží zhruba 2000 až 2 400 m pod mořskou hladinou, nejvyšší bod ostrova je ve výši 926 metrů, druhý nejvyšší je vrchol I Vancori (924 m n. m.). Podle ostrova Stromboli je pojmenován strombolský typ vulkanické erupce.

## Ostrov
Ostrov je od nejstarších dob znám jako přírodní maják označující severovýchodní okraj Liparských ostrovů. Název dostal od starých Řeků podle svého pravidelného kuželovitého tvaru (Στρογγυλη, Strongylé tzn. „Okrouhlý“).
Na severovýchodě ostrova se nacházejí spojená sídla San Vincenzo, San Bartolo a Piscità, na jihozápadě pak izolovaná vesnice Ginostra. V roce 1991 na ostrově žilo 361 stálých obyvatel. Celý ostrov včetně obou těchto vesnic je administrativně částí obce Lipari, jejímž správním centrem je stejnojmenné město na ostrově Lipari. Tradičním zdrojem obživy místních obyvatel byl rybolov a pěstování vína (zejména odrůdy Malvasia), dnes je hlavním zdrojem příjmů turistický ruch.

## Sopečná činnost
Stromboli je stratovulkán; sopečně aktivní jsou krátery na severozápadním úbočí nad svahem Sciara del Fuoco. Větší sopečné erupce byly zaznamenány v letech 1919 a 1930.
V roce 2002 začalo zvýšení sopečné aktivity 29. prosince výtokem žhavé lávy. Následujícího dne hornina, uvolněná sopečnou aktivitou ze svahu Sciara del Fuoco, způsobila vlnobití, které poškodilo vesnici Stromboli. Dne 5. května 2003 při silné explozi sopka vychrlila sopečné plyny spolu s kameny, které poškodily několik domů ve vesnici Ginostra. Erupce postupně skončila v červenci 2003.
Sopka je trvale činná i mezi obdobími zvýšené aktivity. Výtrysky lávy je v té době možné pozorovat dvakrát až třikrát za hodinu. Přístup na sopku je od té doby omezen a upraven nařízením správy obce Lipari (comune di Lipari).
Sopka znovu zvýšila činnost 27. února 2007. Dne 5. března 2007 došlo k masivní paroxysmální erupci z vrcholového kráteru. Dne 30. března 2007 se vytvořila tři lávová ramena, která vytékala z místa na úpatí hory asi 420 metrů nad mořem.
Dne 3. července 2019 (16:46 UTC) došlo k velké erupci pliniovského typu. Vymrštěné horniny zabily jednoho turistu a na několika místech způsobily požáry. Podle expertů je to největší erupce za posledních 10 let.

## Zajímavosti
- Jméno sopky nese asteroid hlavního pásu (26761) Stromboli.
- Sopka se objevila ve vědeckofanstastickém románu Julese Verna Cesta do středu Země, kde se jeho hlavní hrdinové cestující v hlubinách Země dostanou jejím vedlejším kráterem na zemský povrch.
- V roce 1949 natočil italský režisér Roberto Rossellini na ostrově film Stromboli (v originále celým názvem Stromboli, terra di Dio) s hollywoodskou hvězdou švédského původu Ingrid Bergmanovou v hlavní roli.[6]

## Galerie

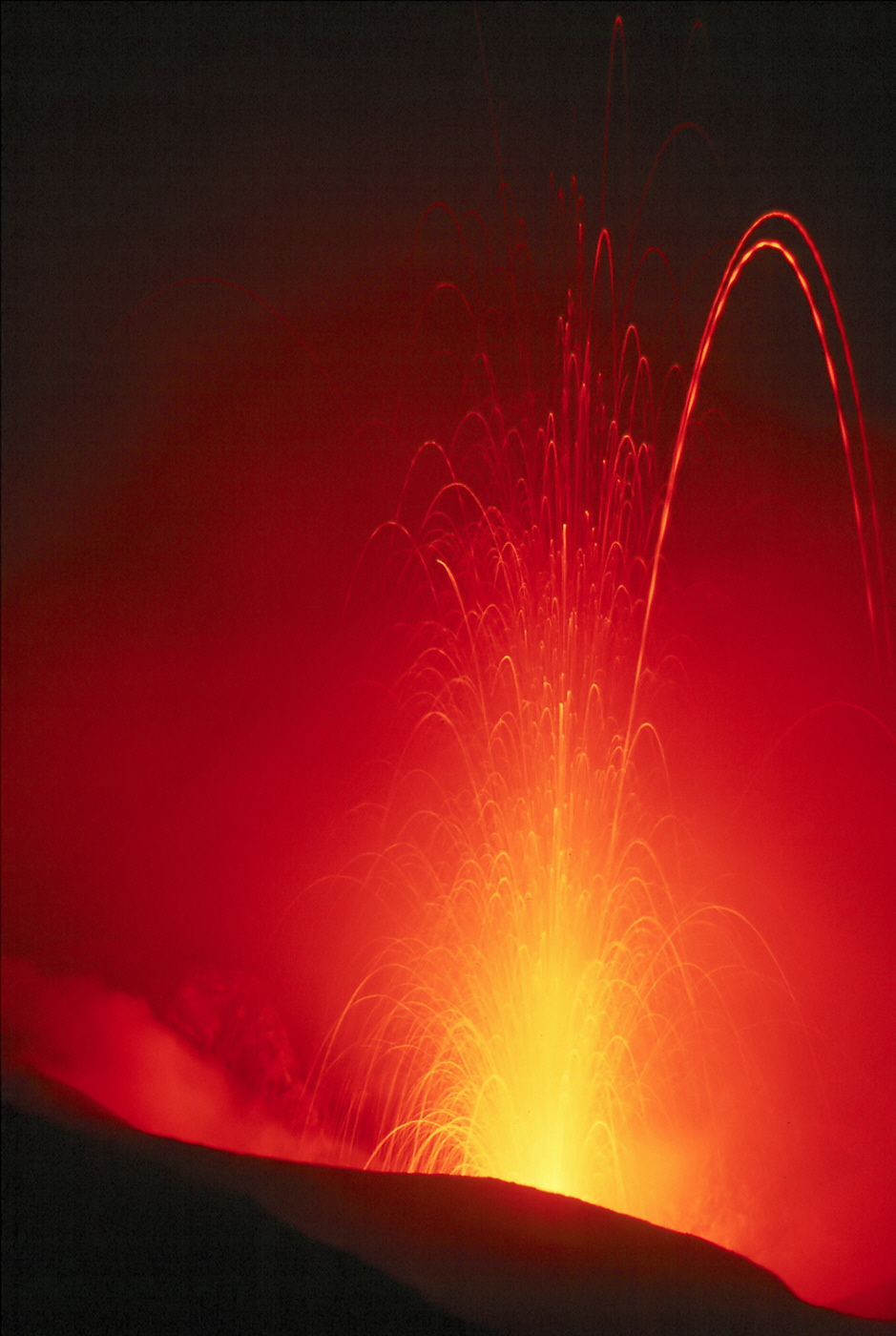
Erupce
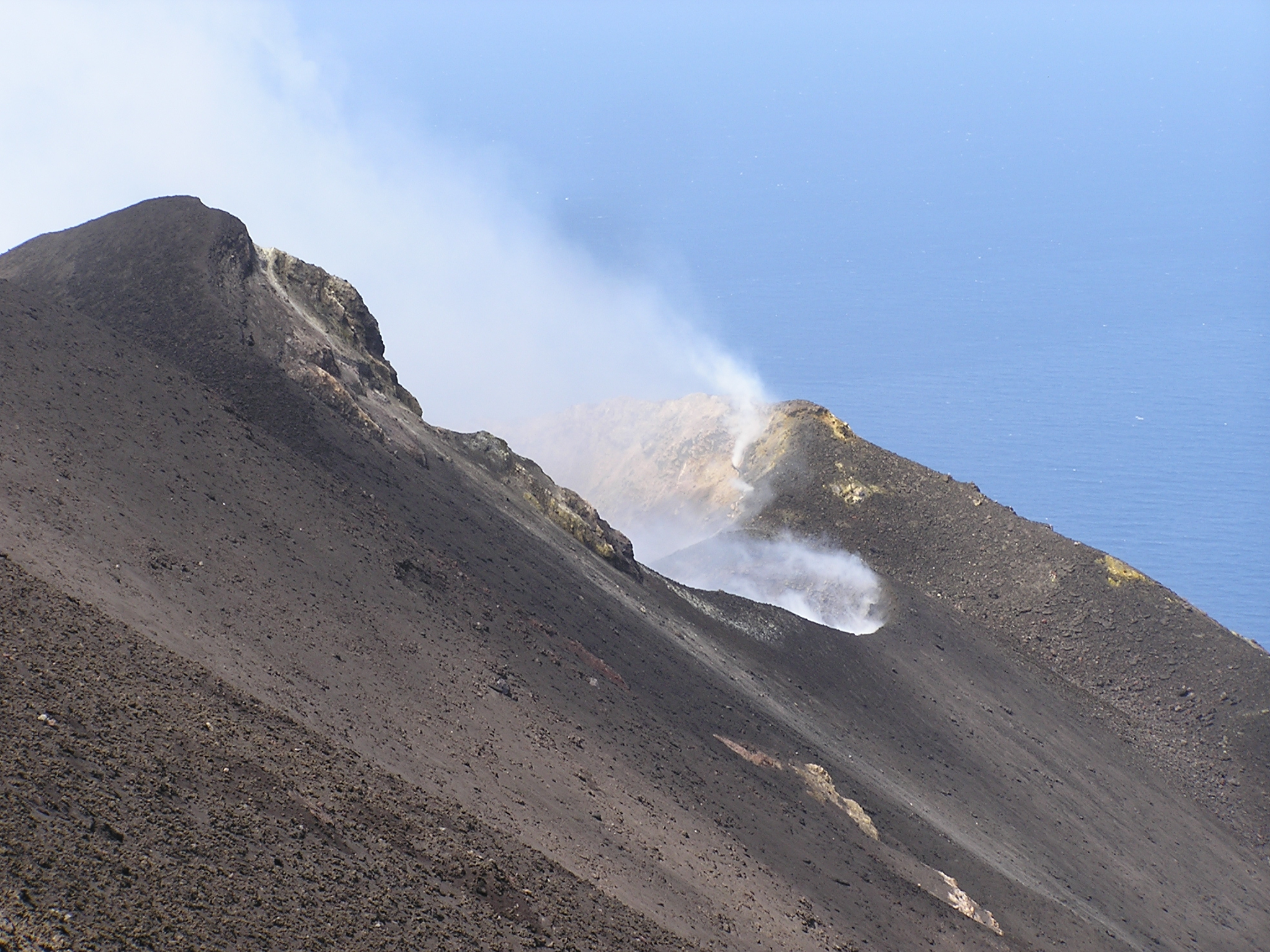
Kráter
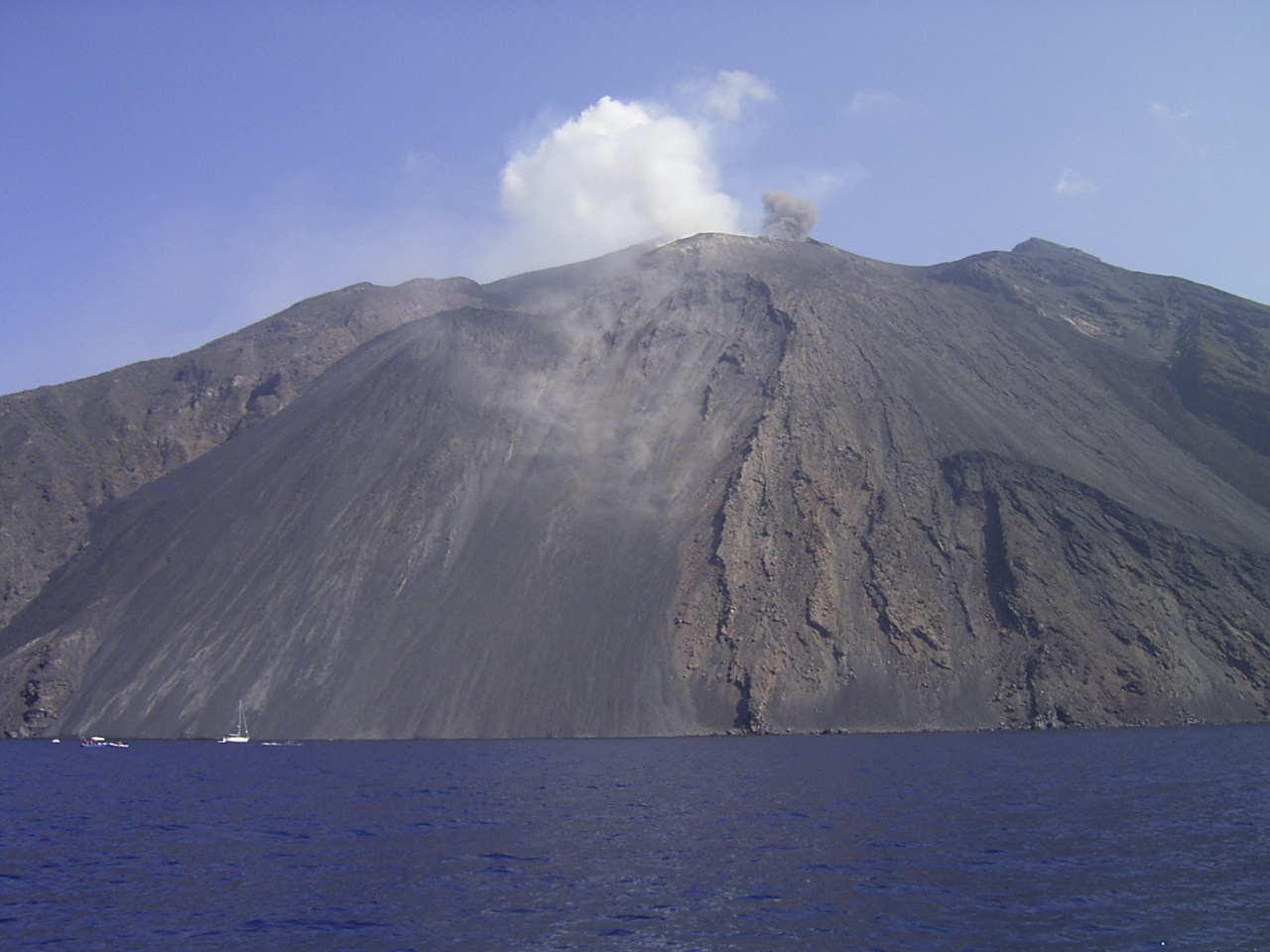
Sciara del Fuoco
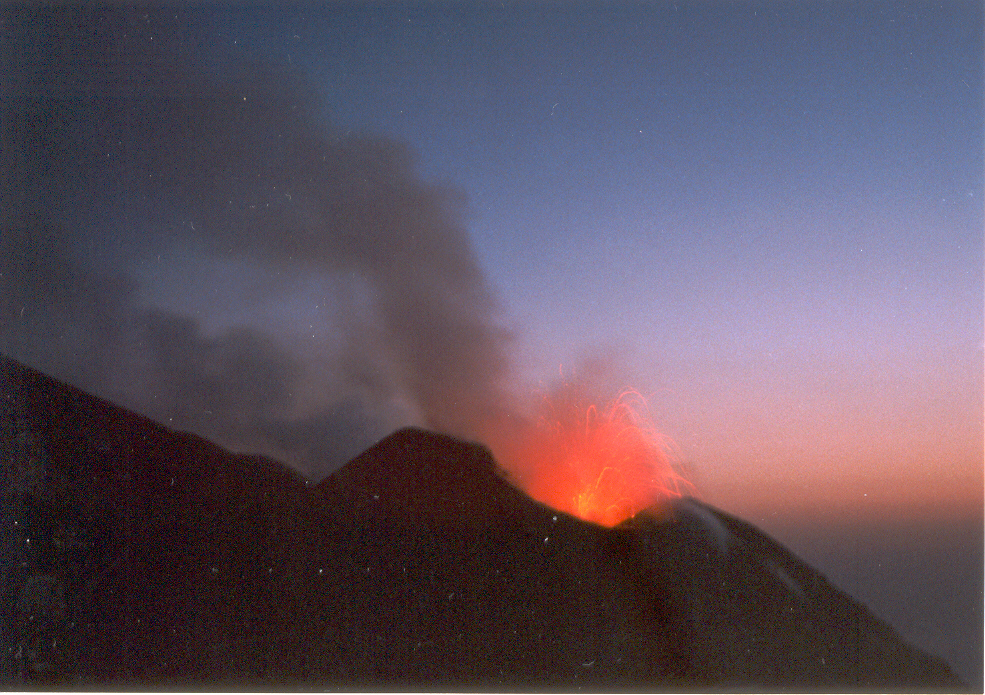
Jedna z pravidelných malých erupcí o Velikonocích 1998